# Espaly-Saint-Marcel
 Espaly-Saint-Marcel  es una población y comuna francesa, situada en la región de Auvernia, departamento de Alto Loira, en el distrito de Le Puy-en-Velay y cantón de Puy-en-Velay-Ouest.

## Demografía
| 2775 | 2990 | 3632 | 3516 | 3516 | 3552 |
| Para los censos de 1962 a 1999 la población legal corresponde a la población sin duplicidades (Fuente: INSEE [Consultar]) |      |      |      |      |      |